# Kościół św. Małgorzaty w Šonovie
Kościół św. Małgorzaty w Šonovie – zabytkowy kościół wybudowany miejscowości Šonov, położonej w Czechach,  w kraju hradeckim, w Sudetach Środkowych; należy do broumovskiej grupy kościołów.

## Historia
W XIV w. we wsi istniał kościół pw. św. Jana Ewangelisty, zbudowany z drewna, na którego miejscu w XIX w. postawiono neogotycką kaplicę cmentarną Marii Panny w Šonovie. Barokowy kościół św. Małgorzaty wybudowano w latach 1726–1730 według projektu Kiliana Ignaza Dientzenhofera na wzniesieniu nad wsią. Kościół postawiony na planie wydłużonego ośmiokąta, kryty dachem dwuspadowym, od frontu posiada dwie graniastosłupowe wieże skierowane w stronę klasztoru w Broumovie, dwie zakrystie po bokach prezbiterium i sześć wejść (trzy do przedsionka). Wnętrze trójnawowe zniszczone (splądrowane) w drugiej powie XX w.

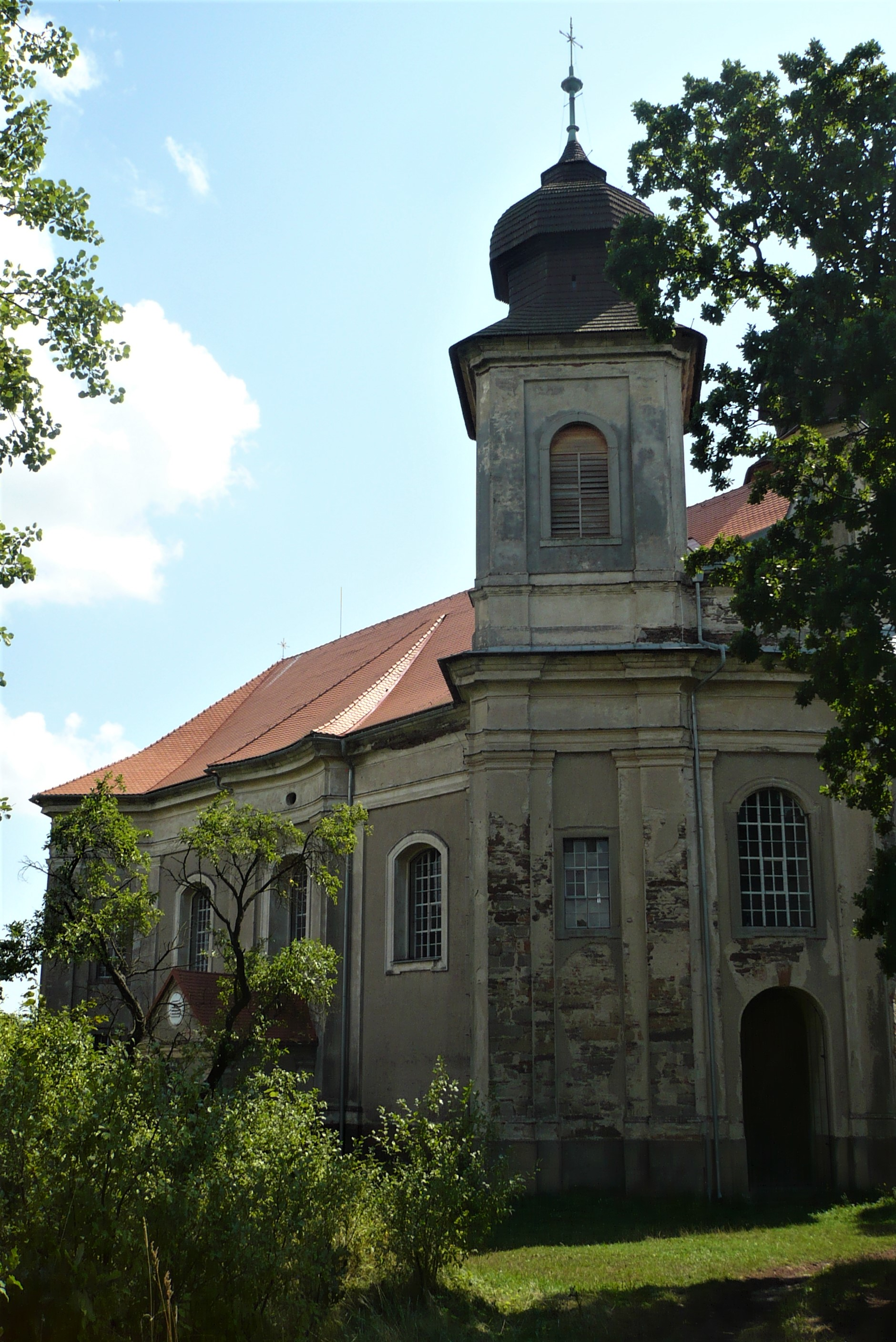
Kościół św. Małgorzaty
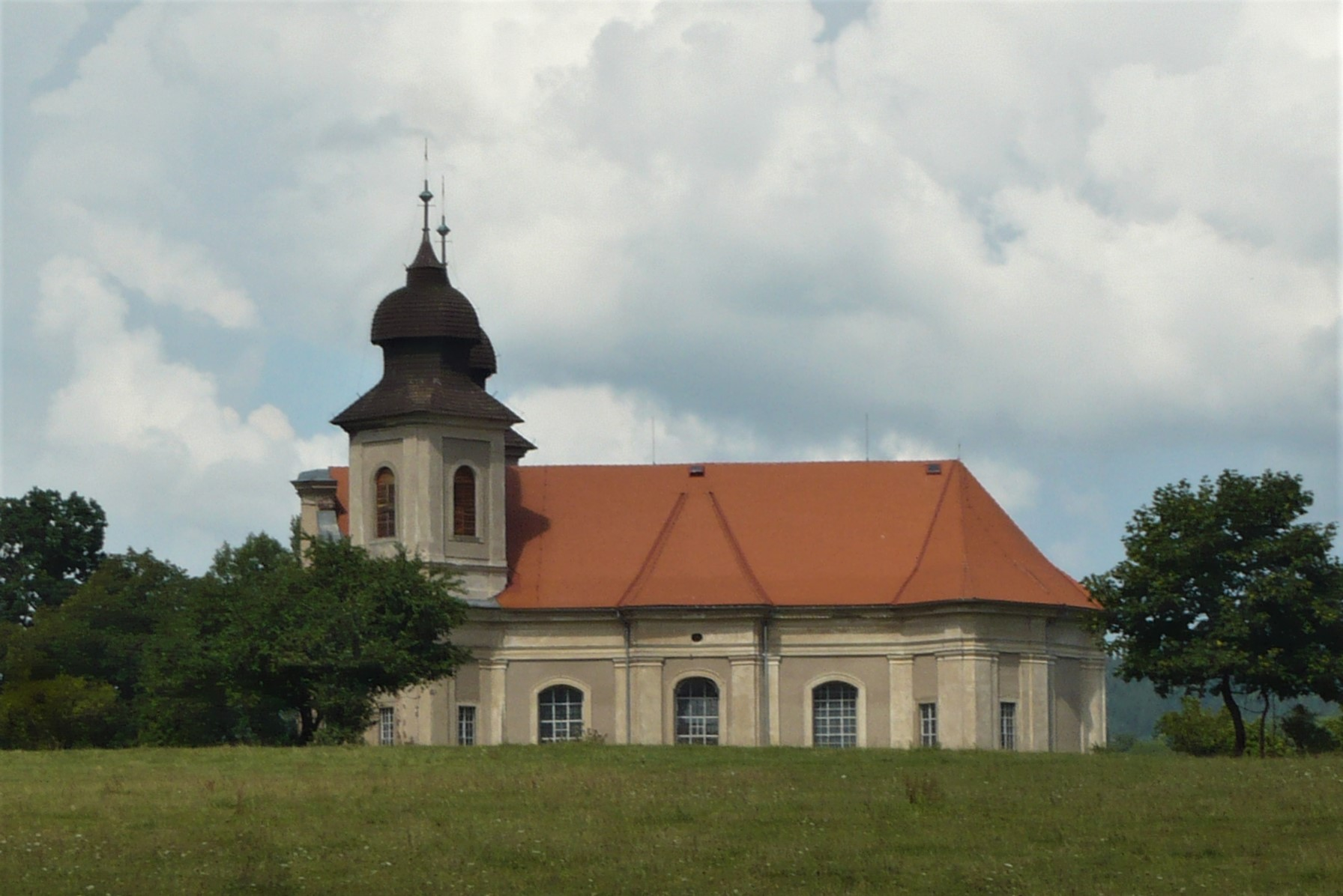
Kościół św. Małgorzaty
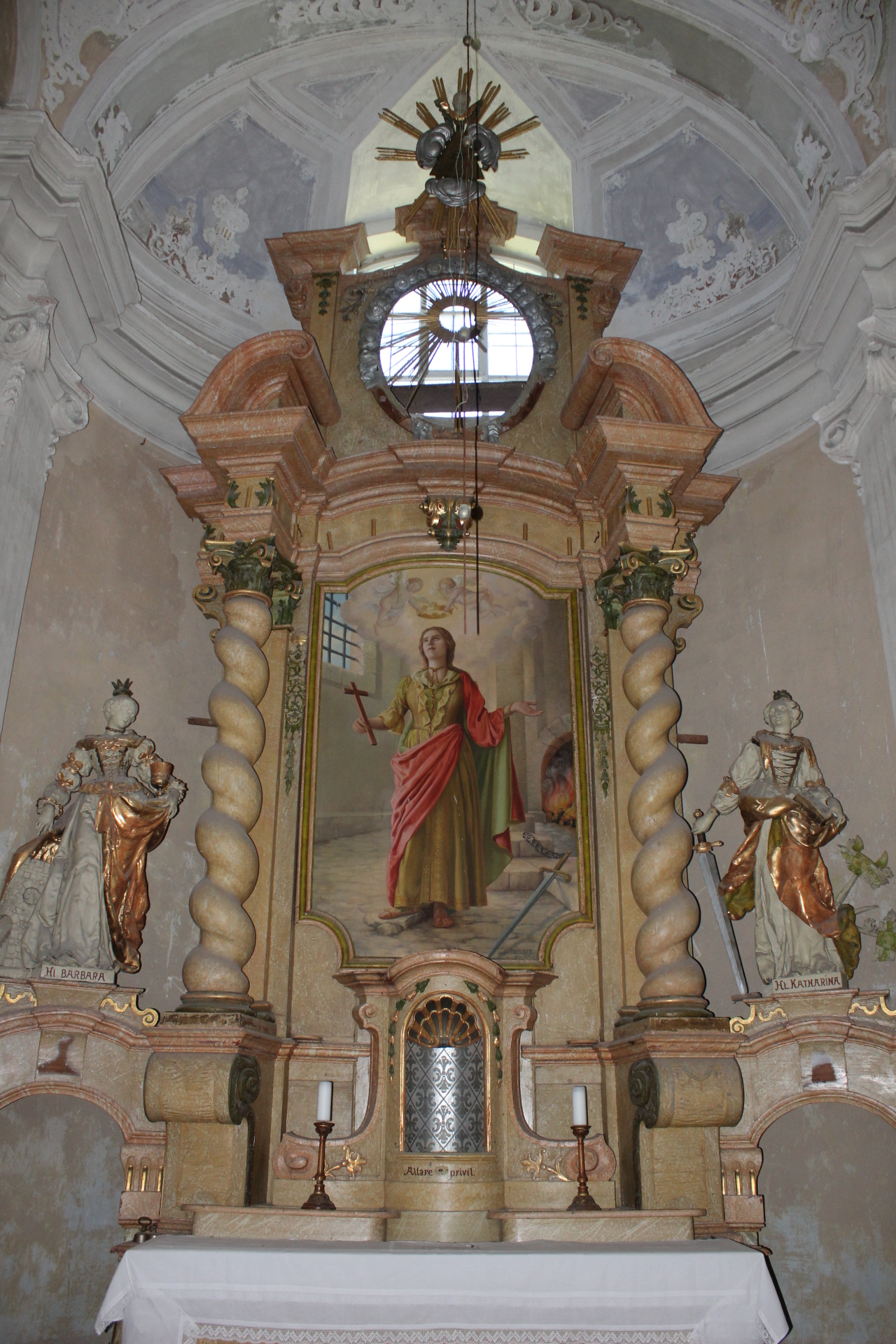
Ołtarz główny
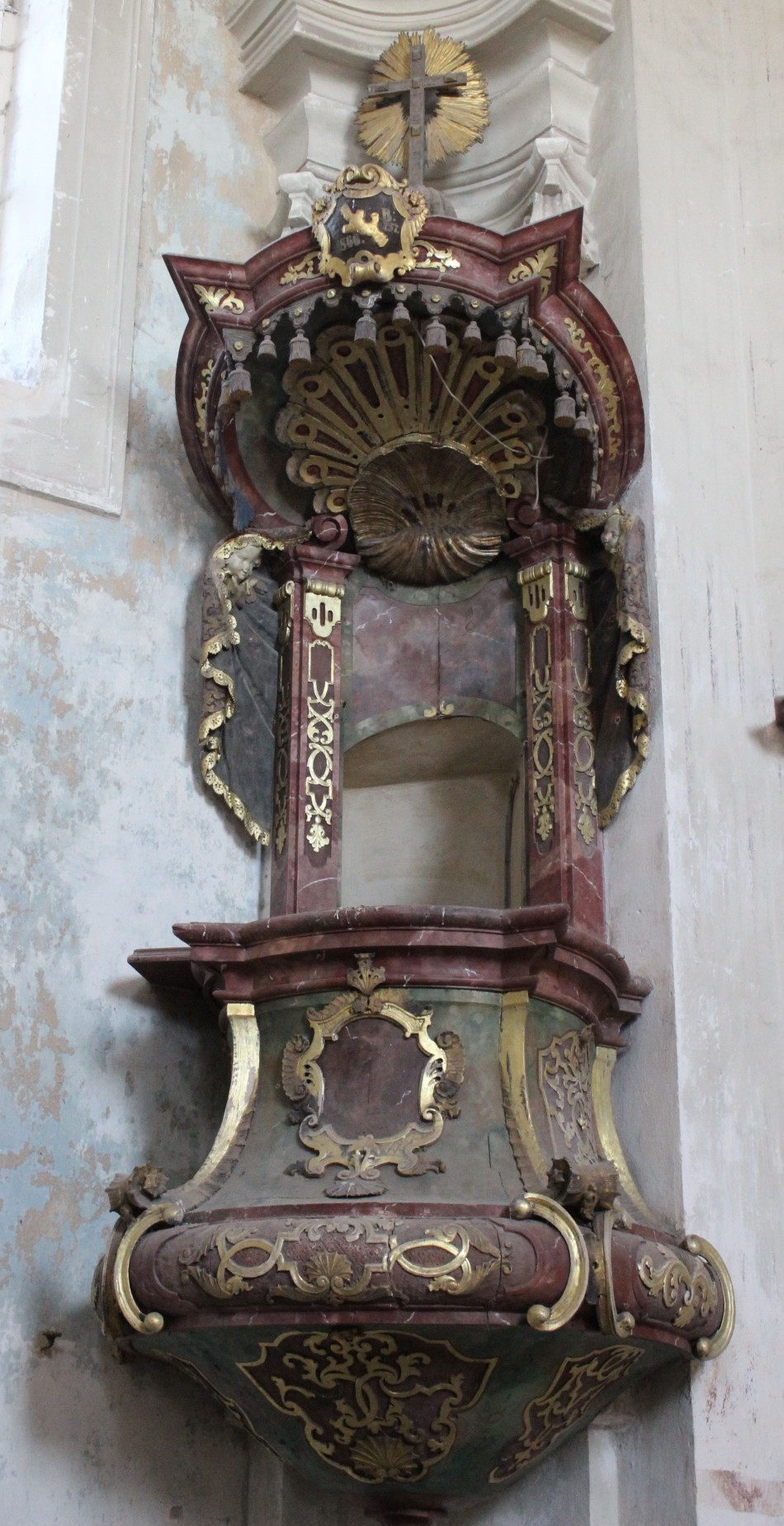
Ambona
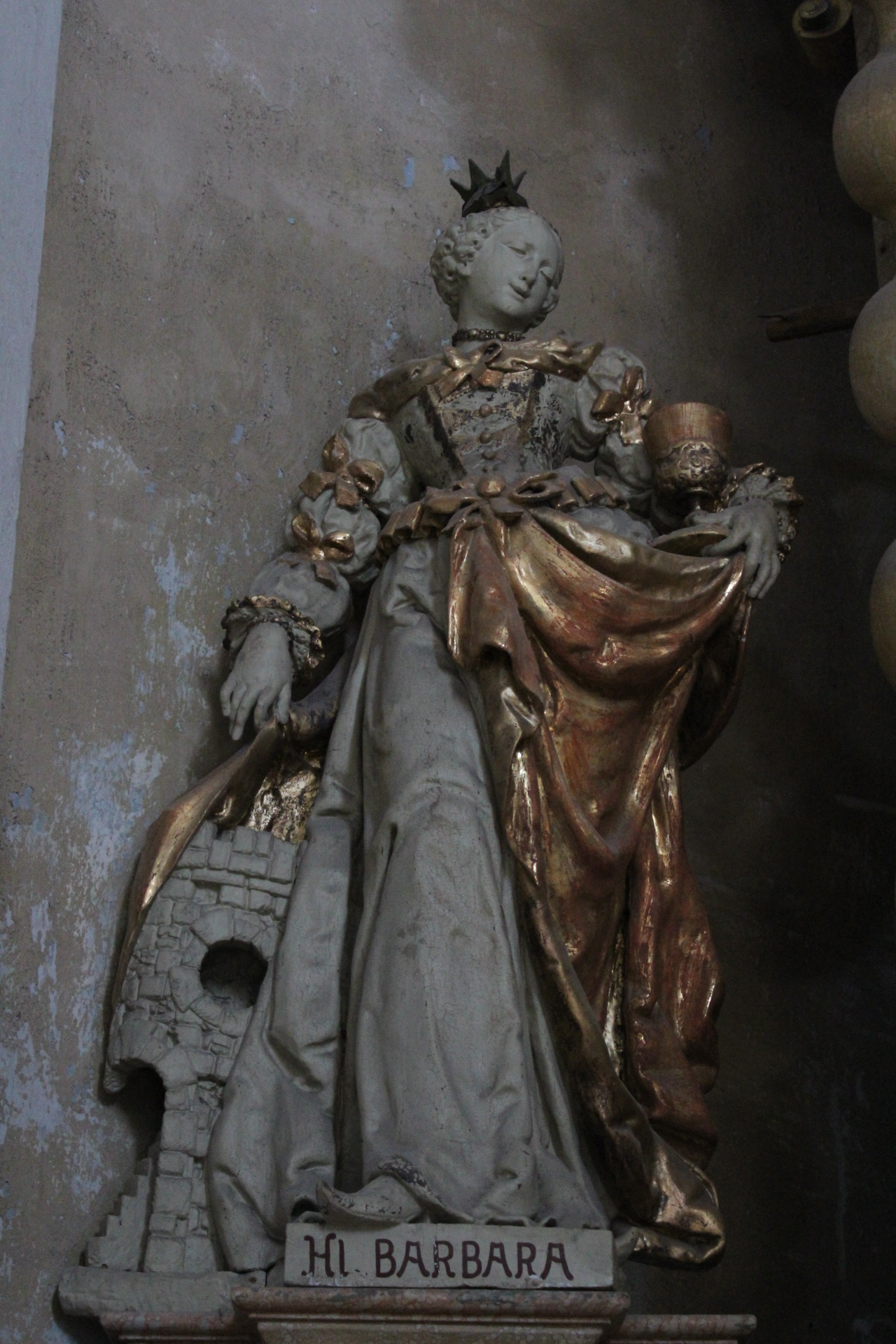
Figura św. Barbary